# ISO 3166-2:TJ
ISO 3166-2:TJ est l'entrée pour le Tadjikistan dans l'ISO 3166-2, qui fait partie du standard ISO 3166, publié par l'Organisation internationale de normalisation (ISO), et qui définit des codes pour les noms des principales administration territoriales (e.g. provinces ou États fédérés) pour tous les pays ayant un code ISO 3166-1.

## Région
| Code  | Nom en Tadjik           | Catégorie                                        |
| ----- | ----------------------- | ------------------------------------------------ |
| TJ-DU | Dushanbe                | Territoire de la capitale                        |
| TJ-GB | Kŭhistoni Badakhshon    | Région autonome                                  |
| TJ-KT | Khatlon                 | Région                                           |
| TJ-SU | Sughd                   | Région                                           |
| TJ-RA | nohiyahoi tobei jumhurí | Districts sous l'administration de la République |

## Historique
Historique des changements
- 3 novembre 2014 : Ajout d'un territoire de la capitale TJ-DU
- 12 février 2015 : Suppression de la référence de Dushanbe dans la remarque, partie 2; correction de l'orthographe de DU
- 15 novembre 2016 : Modification de la remarque, partie 2; ajout du nom de catégorie Districts sous l'administration de la République en eng, fra, tgk; ajout de Districts sous l'administration de la République TJ-RA; mise à jour de la Liste Source
- 23 novembre 2017 : Modification du nom de la subdivision de TJ-RA; modification de l'orthographe du nom de catégorie en eng, tgk; mise à jour de la Liste Source; modification de la remarque, partie 2 en anglais